# Josef Weikl
Josef „Sepp“ Weikl (* 15. Januar 1954 in Bodenmais) ist ein ehemaliger deutscher Fußballspieler und -trainer. Als Aktiver gewann er mit Fortuna Düsseldorf in den Jahren 1979 und 1980 zweimal den DFB-Pokal.

## Laufbahn

### Spieler und Trainer
Nachdem er bei dem TSV Bodenmais mit dem Fußballspielen begonnen hatte, wechselte Josef Weikl zum SC Zwiesel. 1976 kam der talentierte Mittelfeldspieler als Amateur zu Fortuna Düsseldorf. Mit den Fortunen-Amateuren gewann er 1977 an der Seite der Mitspieler Peter Biesenkamp und Hubert Schmitz gegen den SV Sandhausen die deutsche Amateurmeisterschaft. Am 3. September 1977 bei der 0:1-Niederlage in Gelsenkirchen gegen den FC Schalke 04 bestritt er sein erstes Spiel in der Fußball-Bundesliga. Zusammen mit Rudi Bommer, Herbert Zimmer und Josef Hickersberger bildete er das Mittelfeld der Fortuna. Der DFB reagierte sofort und setzte das Talent umgehend am 21. September 1977 in der deutschen Fußballnationalmannschaft der Amateure beim Freundschaftsspiel in Bielefeld gegen Frankreich ein. Sein zweites Länderspiel bei den DFB-Amateuren bestritt er am 22. März 1978 in Lucca gegen Italien. Überraschenderweise setzte Trainer Dietrich Weise den Amateur auch im Finale des DFB-Pokals am 15. April 1978 in Gelsenkirchen gegen den 1. FC Köln ein. Düsseldorf verlor das Spiel mit 0:2 Toren. Im Mai 1978 nahm Weikl an der Endrunde um den UEFA Amateur Cup in Athen mit der Amateurnationalmannschaft im Halbfinalspiel und dem Spiel um den 3. Platz teil. Als Amateur bestritt der Mann aus Bayern in der Runde 1977/78 für die Fortuna zwölf Spiele und erzielte dabei einen Treffer. In der Bundesliga ging es mit Fortuna Düsseldorf in den folgenden Jahren über das Mittelfeld an das Ende der Tabelle. Es reichten sich die Trainer Hans-Dieter Tippenhauer, Otto Rehhagel, Heinz Höher, Jörg Berger, Willibert Kremer und Dieter Brei die Hände, bis letztendlich zur Saison 1986/87 der Abstieg nicht mehr abzuwenden war. Josef Weikl war von 1978/79 bis 1986/87 unverzichtbarer Stammspieler der Fortuna und absolvierte 303 Spiele mit 25 Toren in der Fußball-Bundesliga. Der Routinier lief auch unter Trainer Aleksandar Ristić in der Saison 1987/88 in der 2. Fußball-Bundesliga für Fortuna in 36 Spielen auf das Feld. Zur Runde 1988/89 schloss er sich dem Amateurverein TuRU Düsseldorf an, wo er auch als Trainer arbeitete. Als weitere Spielertrainer-Stationen folgten 1. FC Wülfrath und Düsseldorfer SC 99, bevor Josef Weikl das Training der Jugendnationalmannschaften Liechtensteins übernahm. Für einige Jahre war er zudem Co-Trainer der Nationalmannschaft Liechtensteins.

### DFB-Pokal und Europa-Cup, 1978 bis 1987
Josef Weikl stand dreimal in Folge in den Jahren 1978 bis 1980 im DFB-Pokalfinale. 1979 und 1980 gewann er mit der Fortuna den Cup gegen Hertha BSC bzw. den 1. FC Köln. In seiner ersten Profisaison 1978/79 zog er nach Erfolgen gegen Universitatea Craiova, FC Aberdeen, Servette Genf und Baník Ostrava in das Finale im Europapokal der Pokalsieger ein. Das Endspiel verlor Fortuna gegen den FC Barcelona mit 3:4 Toren nach Verlängerung. In der Saison 1979/80 war die Hürde von Glasgow Rangers in der ersten Runde sogleich zu hoch. Im Viertelfinale des Wettbewerbs 1980/81 kam das Aus gegen Benfica Lissabon. In allen Spielen war Josef Weikl für die Fortuna im Einsatz.
In der Abstiegssaison 1986/87 kam er mit Düsseldorf nochmals im DFB-Pokal in das Halbfinale, dort scheiterte man mit einer 0:3-Niederlage bei den Stuttgarter Kickers.

## Erfolge
- DFB-Pokalsieger 1979, 1980
- Deutscher Amateurmeister 1977
- Endspiel Europapokal der Pokalsieger 1980
- Endspiel DFB-Pokal 1978

## Sonstiges
Josef Weikl ist der Vater des ehemaligen Fußballspielers Björn Weikl.